# Noteć
Noteć (tysk: Netze) er en flod i nordvestlige Polen. Den er 388 km lang med et opland på 17.330 km². Den løber i   i voivodskaberne Lubusz  og Storpolen, og er floden Wartas største biflod.

## Bydgoszcz-kanalen
Den 24,7 km lange kanal Bydgoszcz-kanalen forbinder Noteć med  Wisła.